# 湯姆林森鎮區 (阿肯色州斯科特縣)
湯姆林森鎮區（英語：Tomlinson Township）是位於美國阿肯色州斯科特縣的一個行政鎮區。

## 地方資料
湯姆林森鎮區的面積為60.61平方千米，當中陸地面積為60.09平方千米，而水域面積為0.52平方千米。根據2010年美國人口普查的數據，當地共有人口231人，而人口密度為每平方千米3.81人。